# Friedrich Högner
Friedrich Johannes Paul Högner (* 11. Juli 1897 in Oberwaldbehrungen, heute zu Ostheim vor der Rhön; † 26. März 1981 in München) war ein deutscher Organist und Kirchenmusiker.

## Werdegang
Högner kam als Sohn des evangelischen Pfarrers Andreas Högner und dessen Ehefrau Mathilde, geb. Städler, zur Welt. Er besuchte das Gymnasium Carolinum in Ansbach, anschließend das Lehrerseminar in Altdorf und studierte schließlich Musik in München, Erlangen und Leipzig. Als Student wurde er Mitglied des Erlanger und Leipziger Wingolf.
Ab 1922 war er drei Jahre Kantor in Leipzig-Gohlis. Nebenher war er musikalischer Leiter an der Thomasschule und übernahm 1924 die Vertretung von Karl Straube am Konservatorium.
1925 ging er als Stadtkantor und Kirchenmusikdirektor nach Regensburg. 1929 kehrte er als Orgellehrer an das Leipziger Konservatorium zurück. Er war dort Organist an der Paulinerkirche und wurde 1934 zum Professor am Kirchenmusikalischen Institut ernannt. Von 1937 bis 1965 war er Landeskirchenmusikdirektor der Evangelisch-Lutherischen Kirche in Bayern. Ab 1959 war er zudem Professor an der Staatlichen Hochschule für Musik in München und Leiter der Abteilung für Kirchenmusik.
Im EKG Bayern von 1957 stehen von ihm geschaffene Melodien zu O Gottessohn voll ewiger Gewalt (Nr. 445, auf einen Text von Wilhelm Löhe) und zu Er weckt mich alle Morgen (Nr. 514).

## Glockensachverständiger
- Sein Name wird im Rahmen seiner Tätigkeit als Glockensachverständiger auf der Homepage der Kaiser-Wilhelm-Gedächtniskirche erwähnt: „...Das Kuratorium der Stiftung Kaiser-Wilhelm-Gedächtniskirche entschied sich in seiner Sitzung vom 8. Juli 1959 für die Tonfolge Gº Bº C' D' D` Es' F', die mehrere Experten unabhängig voneinander vorgeschlagen hatten. Auch Wolfgang Reimann und Friedrich Högner hatten für diese Tonfolge plädiert, die den unterschiedlichen Anforderungen am ehesten gerecht wurde...“[5]

## Jurymitglied
- 4. Internationaler Musikwettbewerb 30. August – 13. September 1955 in München[6]
- 1970 war er Jurymitglied des internationalen Orgelwettbewerbs im Rahmen des Musica Antiqua Festival in Brügge.[7]

## Trivia
- Friedrich Högner besaß keinen Führerschein. So reiste er mit dem Zug umher oder ließ sich von Angehörigen ans Ziel bringen[8]. Hatte er zum Beispiel als Glockensachverständiger seine Glockenprüfinstrumente dabei, musste er die schwere Tasche mit sich herumtragen.

## Ehrungen
- 1955: Bundesverdienstkreuz 1. Klasse
- Bayerischer Verdienstorden[9]